# Echinopepon glutinosa
Echinopepon glutinosa är en gurkväxtart som beskrevs av Naud. och Célestin Alfred Cogniaux. Echinopepon glutinosa ingår i släktet Echinopepon och familjen gurkväxter. Inga underarter finns listade i Catalogue of Life.